# Teco Benson
Teco Benson es un director y productor de cine nigeriano.

## Carrera
Fue nominado a Mejor Director en los Premios de la Academia de Cine de África en 2006 y 2008, y ganó el premio a Director del Año en los Best of Nollywood Awards 2011. En 2012 fue condecorado por el presidente Goodluck Jonathan de Nigeria como miembro de la Orden de la República Federal. Comenzó su carrera como actor en 1994 antes de cambiarla por la producción y dirección. En 2003 hizo la primera película hecha en Sierra Leona titulada Blood Diamonds.

## Filmografía
- End of the Wicked
- Red Hot
- Accident
- Mission to Nowhere
- State of Emergency
- Two Brides and a Baby
- High Blood Pressure
- Explosion
- Executive Crime
- Broad Daylight
- The Price
- Wasted Years
- End of the Wicked
- War Front
- Formidable Force
- Blood Diamonds
- False Alarm
- Terror
- Six Demons
- The Senator
- Eye for Eye
- Dirty Game
- Felony
- Day of Reckoning
- Day of Atonement
- Highway to the Grave
- Grace to Grass
- Danger Signal
- Accidental Discharge
- Silence of the Gods
- Mfana Ibagha
- Iku doro
- The Fake Prophet
- Elastic Limit
- Mr & Mrs, Chapter 2